# 맨하탄 녹턴
《맨하탄 녹턴》(영어: Manhattan Night)은 2016년에 개봉한 미국의 영화이다.

## 줄거리
뉴욕의 스캔들, 살인 등의 이야기를 파는 신문 기자인 포터 렌은 기업 행사 파티에서 치명적인 매력의 팜므파탈 그녀, 캐롤라인을 만나게 된다.남편의 죽음에 대해 수사를 의뢰하는 그녀에게 시선을 뗄 수 없던 그는 결국 그녀의 집까지 찾아가게 된다. 핸드폰을 두고 나와 다시 집에 들어선 포터. 샤워 중이던 캐롤라인을 훔쳐보게 되는데… 과연 포터는 거부할 수 없는 아찔한 유혹으로부터 자유로울 수 있을까?

## 캐스팅
- 애드리언 브로디 - 포터 렌 역
- 이본느 스트라호브스키 - 캐롤라인 크롤리 역
- 제니퍼 빌즈 - 리사 렌 역
- 스티븐 버코프 - 홉스 역
- 캠벨 스코트 - 사이먼 크롤리 역
- 린다 라빈 - 노마 역
- 케빈 브레즈나한 - 론 역
- 토마스 베어 - 토미 역
- 윌 베인브링크 - 빌리 역
- 프랭크 딜 - 캠벨 역
- 라울 아래나스 - 루이스 역
- 스탠 카프 - 미스터 크로리 역
- 오스카 J. 카스틸로 - 캐롤라인의 아내 역
- 알레그라 코엔 - 형사 역
- 차이나사 오그부아구 - 아이티 사람 역
- 조지 펙 - 홉스 수행단 역